# Johan Christian Brinck-Seidelin
Johan Christian Brinck-Seidelin (født 25. december 1827, død 3. august 1908) var en dansk godsejer og politiker.
Han var søn af konferensråd, departementschef Ludvig Christian Brinck-Seidelin. Brinck-Seidelin købte i 1871 Salling Østergård af sin svoger, Ernst Emil Rosenørn, og ejede den til 1895. I hans tid brændte den firlængede ladegård (1875), som efter branden blev genopført længere mod vest. Efter nogle år med studedrift genoprettede han desuden herregårdsmejeriet på Østergård.
Han deltog i det politiske liv og havde efter 1864 sæde først i Folketinget og siden i Landstinget, hvor han sad fra 1866 indtil sin udtræden 1. februar 1875. 